# Петтерсон, Карл
Карл Эмиль Петтерсон (швед. Carl Emil Pettersson; 4 октября 1875, Стокгольм — 12 мая 1937, Сидней) — шведский моряк, который стал вождём острова Табар в Папуа-Новой Гвинее после кораблекрушения в 1904 году.

## Биография
Петтерсон был одним из шести детей Карла Вильгельма и Йоханны Петтерсон. Его отец оставил семью. Карл ушёл в море около 1892 года, примерно в возрасте 17 лет. Позже, примерно в 1898 году, он оказался на архипелаге Бисмарка в Германской Новой Гвинее, где работал в немецком торговом доме «Neuguinea-Compagnie», штаб-квартира которого находилась в Кокопо.

### Кораблекрушение
В 1904 году судно Петтерсона «Герцог Йохан Альбрехт» затонуло в Рождество в Тихом океане у острова Табар в провинции Новая Ирландия. Его выбросило на берег возле деревни, и он очутился в живой изгороди из гибискуса, где был немедленно окружён островитянами, которые отвели его к своему правителю. Он славился своей физической силой и местные жители дали ему прозвище «Сильный Чарли». Сингдо, дочь вождя Лами, симпатизировала Карлу, и в 1907 году вышла за него. Петтерсон сумел создать собственную кокосовую плантацию, которую назвал «Терипакс», и организовал торговлю копрой. После смерти своего тестя Петтерсон стал вождём острова. Шведские газеты напечатали серию рассказов о Петтерсоне и его приключениях.

### Дальнейшая жизнь

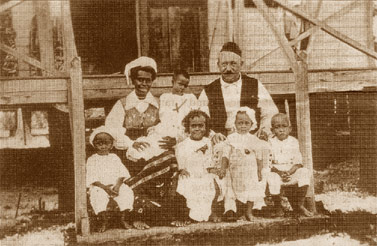
Семья Петтерсона

Бизнес шёл хорошо, и Петтерсон увеличил свое поместье двумя плантациями, сначала «Марагон» на острове Симбери, а затем «Лондоловит» на островах группы Лихир. Петтерсон с уважением относился к местным обычаям и проявлял заботу о своих сотрудниках, что было необычно для того времени. Поэтому он был очень популярен среди местных жителей. У него родились девять детей, один из которых умер в младенчестве. Его жена умерла в 1921 году от послеродовой болезни.
В 1922 году Петтерсон отправился в Швецию отчасти в поисках новой жены, которая могла бы заботиться о его детях. Он встретил Джесси Луизу Симпсон, женщину англо-шведского происхождения; вместе они вернулись на остров Табар, где поженились в 1923 году. В отсутствие Петтерсона плантация пришла в упадок, и теперь он был близок к банкротству. Кроме того, он и его жена страдали малярией. Карл кропотливо восстановил свою плантацию, но плохие рыночные условия усложняли ведение бизнеса.
Однако Петтерсон нашел на острове Симбери месторождение золота, сведения о котором долгое время хранил в секрете. Сегодня на островах Табар расположено одно из крупнейших в мире месторождений золота. Петтерсон решил покинуть остров. Его жена отправилась на лечение в Австралию, а затем вернулась в Швецию. Она умерла в Стокгольме от малярии и рака 19 мая 1935 года. Здоровье Петтерсона также ухудшилось.
Петтерсон покинул Табар в 1935 году, но больше не вернулся в Швецию. Он умер от сердечного приступа в Сиднее 12 мая 1937 года.

## В культуре
Карл Петтерсон считается прообразом Эфраима Длинныйчулок, отца Пеппи в детском сериале Астрид Линдгрен «Пеппи Длинныйчулок». В 2012 году сценарист Йорн Россинг Йенсен сообщил, что продюсер Мириям Йоханссон из шведской компании Wanted Pictures объявила в Каннах о приобретении прав на фильм «Эфраим Длинныйчулок и принцесса-каннибал» по сценарию Дэниела Фриделла и Ульфа Старка.